# آیتور کارانکا
آیتور کارانکا (زادهٔ ۱۸ سپتامبر ۱۹۷۳) بازیکن سابق و مربی فوتبال اهل اسپانیا است.
وی سابقه بازی در تیم‌های اتلتیک بیلبائو و رئال مادرید را دارد.